# Generation Terrorists
Generation Terrorists (укр. Покоління терористів) — дебютний студійний альбом уельського рок-гурту Manic Street Preachers.

## Про альбом
Альбом був записаний за допомогою трекінгу (кожний інструмент записувався окремо) за 23 тижні в Blackbarn Studios, близько англійського міста Гілфорда. Вокаліст Джеймс Дін Бредфілд виконував гітарні та басові партії на альбомі, в той час, як барабанщик Шон Мур запрограмував драм-машину, а не грав наживо на реальній барабанній установці. В американському виданні треклист був змінений, і деякі пісні на політичну тему були прибрані. Щоб компенсувати це, була додана пісня «Democracy Coma». Вона вийшла як бі-сайд до «Love's Sweet Exile/Repeat» та також була присутня на Lipstick Traces. Крім того, чотири треки на американської версії («Slash 'n' Burn», «Nat West-Barclays-Midlands-Lloyds», «Little Baby Nothing» і «You Love Us») були оброблені Майклом Бравером.
В інших же місцях альбом вийшов повністю, без цензурної форми.
Всі пісні були написані Нікі Вайром та Річі Едвардсом. Вся музика була написана Джеймсом Діном Бредфілдом і Шоном Муром (за винятком «Damn Dog», яка є кавером на пісню Sleez Sisters з фільму 1980 року «Таймс-Сквер»).
Тексти на альбомі політизовані так само, як і у груп The Clash і Public Enemy. Любов до поезії Вайра та Едвардса також проявляється в їх текстах.
Обкладинкою альбому стала картина, що зображувала ліву руку і груди Едвардса. На руці було татуювання зі словами «Марне покоління», які на обкладинці змінили на «Покоління терористів».

## Список композицій
| #   | Назва                               | Тривалість |
| --- | ----------------------------------- | ---------- |
| 1.  | «Slash 'n' Burn»                    | 3:59       |
| 2.  | «Nat West–Barclays–Midlands–Lloyds» | 4:32       |
| 3.  | «Born to End»                       | 3:55       |
| 4.  | «Motorcycle Emptiness»              | 6:08       |
| 5.  | «You Love Us»                       | 4:18       |
| 6.  | «Love's Sweet Exile»                | 3:29       |
| 7.  | «Little Baby Nothing»               | 4:59       |
| 8.  | «Repeat (Stars and Stripes)»        | 4:09       |
| 9.  | «Tennessee»                         | 3:06       |
| 10. | «Another Invented Disease»          | 3:24       |
| 11. | «Stay Beautiful»                    | 3:10       |
| 12. | «So Dead»                           | 4:28       |
| 13. | «Repeat (UK)»                       | 3:09       |
| 14. | «Spectators of Suicide»             | 4:40       |
| 15. | «Damn Dog»                          | 1:52       |
| 16. | «Crucifix Kiss»                     | 3:39       |
| 17. | «Methadone Pretty»                  | 3:57       |
| 18. | «Condemned to Rock 'n' Roll»        | 6:06       |

| Японський бонус-трек | Японський бонус-трек | Японський бонус-трек |
| #                    | Назва                | Тривалість           |
| -------------------- | -------------------- | -------------------- |
| 19.                  | «Motown Junk»        | 3:58                 |

| Американський список композицій | Американський список композицій     | Американський список композицій |
| #                               | Назва                               | Тривалість                      |
| ------------------------------- | ----------------------------------- | ------------------------------- |
| 1.                              | «Slash 'n' Burn»                    | 3:59                            |
| 2.                              | «Nat West–Barclays–Midlands–Lloyds» | 4:32                            |
| 3.                              | «Love's Sweet Exile»                | 3:29                            |
| 4.                              | «Little Baby Nothing»               | 4:59                            |
| 5.                              | «Another Invented Disease»          | 3:24                            |
| 6.                              | «Stay Beautiful»                    | 3:10                            |
| 7.                              | «Repeat (UK)»                       | 3:09                            |
| 8.                              | «You Love Us»                       | 4:18                            |
| 9.                              | «Democracy Coma»                    | 3:45                            |
| 10.                             | «Crucifix Kiss»                     | 3:39                            |
| 11.                             | «Motorcycle Emptiness»              | 6:08                            |
| 12.                             | «Tennessee»                         | 3:06                            |
| 13.                             | «Repeat (Stars and Stripes)»        | 4:09                            |
| 14.                             | «Condemned to Rock 'n' Roll»        | 6:06                            |

## Учасники запису
- Джеймс Дін Бредфілд — вокал, соло і ритм-гітара
- Річі Едвардс — ритм-гітара
- Шон Мур — ударні, бек-вокал
- Нікі Вайр — бас-гітара